# Анастазівський
Анастазівський (рос. Анастазовский) — колишній хутір у Городницькій волості Новоград-Волинського повіту Волинської губернії.
В 1906 році хутір входив до складу Городницької волості (2-го стану) Новоград-Волинського повіту Волинської губернії, нараховувалося 3 двори та 15 мешканців. Відстань до повітового центру, м. Новограда-Волинського, складала 32 версти, до волосної управи в містечку Городниця — 6 верст. Найближче поштово-телеграфне відділення розташовувалось в Городниці.
У 1911 році перебував у складі Городницької волості. Станом на 1923 рік на обліку населених пунктів не значиться.